# ألفرد فورنير
ألفرد فورنير (بالفرنسية: Jean-Alfred Fournier) (و. 1832 – 1914 م) هو طبيب، ومؤرخ، وبروفيسور فرنسي، ولد في باريس، كان عضوًا في الأكاديمية الوطنية للطب، توفي في باريس، عن عمر يناهز 82 عاماً.

## التعليم
تعلم في جامعة باريس.

## جوائز
حصل على جوائز منها:
- وسام جوقة الشرف من رتبة فارس
- نيشان جوقة الشرف من رتبة ضابط
- وسام جوقة الشرف من رتبة قائد.